# Liste des opérateurs de réseau mobile dans les Caraïbes
Il s'agit d'une liste des opérateurs de réseau mobile dans les Caraïbes.
| Opérateurs            | Technologie            | Pays |
| --------------------- | ---------------------- | --- |
| AT&T                  | GSM, UMTS, LTE         | Porto Rico, Îles Vierges des États-Unis |
| bmobile (LIME)        | GSM                    | Trinité-et-Tobago |
| Choice Wireless       | WiMAX                  | Îles Vierges des États-Unis |
| CELLONE               | CDMA, GSM              | Bermudes |
| Claro                 | CDMA, GSM, UMTS, LTE   | République dominicaine, Porto Rico |
| Digicel               | CDMA, GSM, UMTS, LTE   | Anguilla, Antigua-et-Barbuda, Aruba, Barbade, Bermudes, Bonaire, Îles Vierges des États-Unis, Îles Caïmans, Curaçao, Dominique, Grenade, Guyane, Guadeloupe, Guyana, Haïti(Digicel & Natcom ) Jamaïque, Martinique, Saint-Barthélemy, Saint-Christophe-et-Niévès, Sainte-Lucie, Saint-Martin, Saint-Martin, Saint-Vincent-et-les-Grenadines, Suriname, Trinité-et-Tobago, Îles Turques-et-Caïques |
| ETECSA                | GSM, UMTS              | Cuba |
| Islandcom             | GSM                    | Îles Turques-et-Caïques |
| LIME                  | D-AMPS, GSM, UMTS, LTE | Anguilla, Antigua-et-Barbuda, Bahamas, Barbade, Îles Vierges britanniques, Îles Caïmans, Dominique, Grenade, Jamaïque, Montserrat, Saint-Christophe-et-Niévès, Sainte-Lucie, Saint-Vincent-et-les-Grenadines, Îles Turques-et-Caïques |
| Orange                | GSM, UMTS, LTE         | Dominique, République dominicaine, Guadeloupe, Martinique, Saint-Barthélemy, Saint-Christophe-et-Niévès, Saint-Martin |
| SFR Caraïbe           | GSM, UMTS, LTE         | Martinique, Guadeloupe |
| Sprint                | CDMA, LTE              | Porto Rico, Îles Vierges des États-Unis |
| T-Mobile (États-Unis) | GSM, UMTS, LTE         | Porto Rico, Îles Vierges des États-Unis |
| TracFone Wireless     | CDMA, GSM              | Porto Rico, Îles Vierges des États-Unis |
| Tricom                | CDMA, LTE              | République dominicaine |
| TelCel                | GSM                    | Saint-Martin, Saba, Saint-Eustache |
| CHIPPIE               | GSM, UMTS              | Curaçao, Saint-Martin, Bonaire, Saba, Saint-Eustache, Saint-Christophe-et-Niévès, Saint-Barthélemy, Saint-Martin |
| Dauphin Telecom       | GSM                    | Saint-Barthélemy, Saint-Martin |
| Viva                  | CDMA, GSM              | République dominicaine |